# Kate Barry
Kate Barry (Londres, 8 de abril de 1967 - París, 11 de diciembre de 2013) fue una fotógrafa de moda británica.

## Biografía
Kate Barry nació en Londres el 8 de abril de 1967. Es la hija de la actriz y cantante británica Jane Birkin y del compositor británico John Barry. Sus padres se separaron el año de su nacimiento, y hasta los 13 años fue criada por Jane Birkin y Serge Gainsbourg, la nueva pareja de su madre. Tuvo dos hermanas del lado de su madre: la directora, actriz y cantante Charlotte Gainsbourg y la actriz, modelo y cantautora Lou Doillon. Del lado de su padre, tuvo dos hermanas y un hermano: Suzanne Barry, Sian Barry y Jon-Patrick Barry.
Desde joven tuvo problemas con el alcohol y con las drogas, y a los 17 años recibió un tratamiento de desintoxicación en Londres.
Se graduó de la escuela de la Cámara Sindical de la Alta Costura parisina en París 1983-1984.
Tuvo una relación con el escritor Jean Rollin y con el escritor Pascal de Kermadec, con quien tuvo un hijo, Roman, en 1987.
Fundó la organización APTE (Aide et Prévention des Toxicodépendances par l’Entraide), cuyo objetivo es tratar a los drogadictos.
Falleció el 11 de diciembre de 2013 a los 46 años, después de tirarse de su apartamento en el cuarto piso en París.

## Carrera
Empezó a trabajar como fotógrafa a los 28 años. Realizó las portadas de varios músicos como France Gall o Carla Bruni. Colaboró con varias revistas, entre otras: Vogue, Elle, Paris Match, Madame Figaro, y Sunday Times Magazine. Les gustaba particularmente fotografiar a mujeres.
En 2012 publicó con Jean Rollin el libro Dinard: Essai d'autobiographie immobilière.